# Syamer Kutty Abba
Syamer Kutty Abba là một cầu thủ bóng đá Malaysia, chơi vị trí tiền vệ cho câu lạc bộ Malaysia Premier League Johor Darul Ta'zim II được cho mượn từ Johor Darul Ta'zim.. Syamer Kutty Abba đã chơi trong hai trận chung kết vô địch AFF Suzuki Cup 2018. Anh sinh ra tại Kampung Dodol, George Town, Penang. Anh ấy đã đến Trường học Tự do Penang.

### Bàn thắng quốc tế
| #  | Ngày                | Địa điểm                                                  | Đối thủ | Bàn thắng | Kết quả | Giải đấu |
| -- | ------------------- | --------------------------------------------------------- | ------- | --------- | ------- | -------- |
| 1. | 27 tháng 5 năm 2022 | Sân vận động Quốc gia Bukit Jalil, Kuala Lumpur, Malaysia | Brunei  | 2–0       | 4–0     | Giao hữu |